# Alain Lacaze
Alain Lacaze est un peintre et graveur québécois d'origine française, né le 17 novembre 1939 à Paris. Il a fait ses études à l’école des Beaux-Arts de Paris. Il possède un atelier-galerie sur la rue Saint-Paul, à Québec. L’œuvre d'Alain Lacaze recourt aux techniques de l'impressionnisme,,.